# Nghĩa Sơn, Văn Chấn
Nghĩa Sơn là một xã thuộc huyện Văn Chấn, tỉnh Yên Bái, Việt Nam.
Xã Nghĩa Sơn có diện tích 9,40 km², dân số năm 2019 là 1.605 người, mật độ dân số đạt 171 người/km².